# Коші (Кумамото)

Ко́ші (яп. 合志市, こうしし, МФА: [koːɕi ɕi̥]?) — місто в Японії, в префектурі Кумамото.     Отримало статус міста 2006 року. Площа становить 53,17 км². Станом на 1 серпня 2011 року населення складало 55 630  осіб, густота населення — 1050 осіб/км².     

## Історія
До 2006 року було містечком. Надалі було злите з містечком Ніші-Ґоші. Частиною Ніші-Ґоші була місцевість Айо́й (яп. 合生, あいおい), село в період нового часу.
Коші отримало статус міста 27 лютого 2006 року.